# Sturisoma panamense
Sturisoma panamense är en fiskart som först beskrevs av Eigenmann och Eigenmann, 1889.  Sturisoma panamense ingår i släktet Sturisoma och familjen Loricariidae. Inga underarter finns listade i Catalogue of Life.